# عربی آسیای میانه

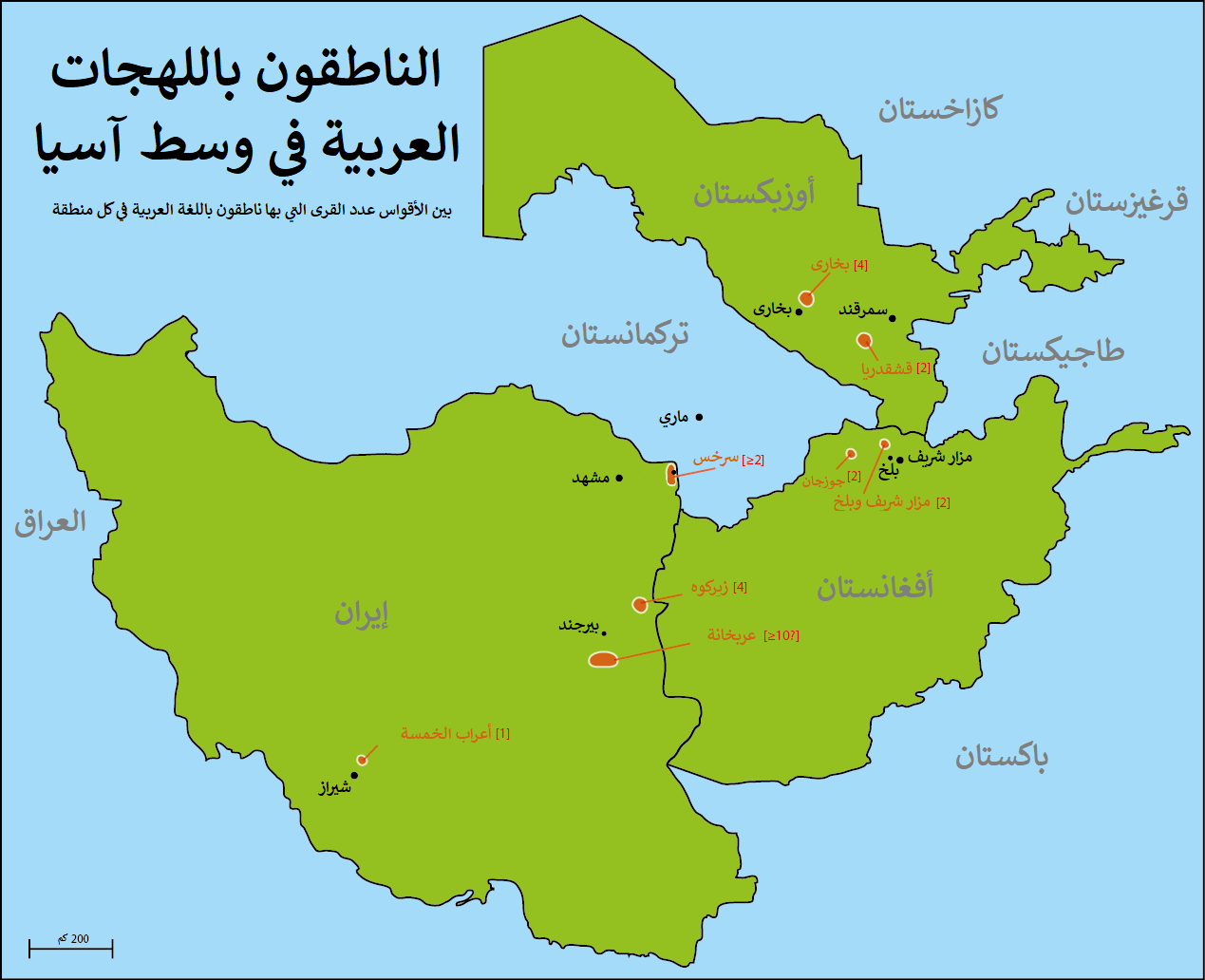
نقشه قسمت های عربی آسیای میانه

عربی آسیای میانه (به عربی: العربیة الآسیویة الوسطی‎) گونه‌ای رو به انقراض از عربی است که جوامع عرب ساکن آسیای میانه بدان سخن می‌گویند.
این گویش با سایر گویش‌های زبان عربی بسیار متفاوت است و گرچه دارای شباهت‌هایی با عربی موصلی است، یک از پنج شاخهٔ اصلی عربی نوین معیار است و برای گویشوران آن بر خلاف سایر گونه‌های عربی، هیچ نوع وضعیت دوزبان‌گونگی با عربی نوین معیار وجود ندارد.
امروزه حدود ۶ هزار نفر در افغانستان، ایران، تاجیکستان و ازبکستان بدین گویش سخن می‌گویند و به دلیل اینکه عربی در هیچ‌یک از این کشورها رسمی نیست، شمار گویشوران آن روز به روز در حال کاهش است.